# Be (BTS-Album)
Be (Eigenschreibweise BE) ist das fünfte koreanischsprachige Studioalbum der südkoreanischen Band BTS. Es wurde am 20. November 2020 über die Label Big Hit und Columbia veröffentlicht.

## Musikstil
Be ist in erster Linie ein Popalbum, das Tracks im Hip-Hop, EDM und Disco Stil mit Synthpop, Neo-Soul, Funk,R&B Elementen mixt und dabei die Musik der 1970er, 1980er, 1990er und 2010er zitiert und neu interpretiert. Das Album besteht aus acht Tracks und kommt damit auf eine Länge von 28 Minuten und 30 Sekunden. Es beginnt mit langsamen, warm klingenden, beruhigenden balladenartigen Komfortsongs und nimmt dann in der zweiten Hälfte an Fahrt auf mit raffinierten, energiereichen Pop-Tracks. Die Texte referieren immer wieder, mal direkt, mal indirekt, die COVID-19-Pandemie, die als Inspiration für das Album diente. BTS beschreibt es auch als „a letter of hope“, den sie in der Zeit von Quarantäne und der Pandemie in die Welt schicken möchten. Dabei fangen sie eine Reihe an Gefühlen über die acht Tracks ein, so widmen sie sich Themen wie Trost, Einsamkeit, Sorge, Depression, Burn-Out, Angst, Frustration, innere Unruhe, Traurigkeit, Hoffnung, das Gefühl von Verbundenheit, Entschlossenheit und Freude.

“This album is like a page in our diary of the times we are currently living in. The album title 'BE' represents 'being' and captures the honest thoughts and emotions we are feeling at the moment. We've included a lot of chill and laid-back songs that anyone can enjoy, so we hope many people can find comfort through this album. I think this album will give us an opportunity to grow further as artists who can represent the current times through music.”

## Entstehungsgeschichte
“The pandemic unexpectedly put a lot of our original plans to a halt. However it provided us an opportunity to step back and focus on ourselves as well as our music. We reflected the emotions that we felt during this unprecedented period into this album. We were also able to take a step further by taking roles in overall production, such as concept development, composition and visual design.”

Im Februar 2020 erschien Map of the Soul: 7, das vierte koreanische Studioalbum der Band BTS, dass sowohl bei den Kritikern als auch kommerziell weltweit sehr gut ankam. Für die darauf folgen Monate, beginnen im April, plante die Gruppe mit dem Album auf Welttournee zu gehen. Jedoch musste die Map of the Soul Tour durch die COVID-19-Pandemie bis auf unbestimmte Zeit aufgeschoben werden. Am 17. April 2020 verkündete RM in einem Livestream auf Youtube, dass die Gruppe an einem neuen Album arbeitet. Er sprach auch an, dass sie den Entstehungsprozess des kommenden Albums durch Videologs dokumentieren wollen um, als Teil ihrer „StayConnected“ und „CarryOn“ Initiativen, mit ihren Fans trotz Lockdown zu kommunizieren.
Am 24. April erklärte Suga in einem Livestream, dass die Mitglieder von BTS zusammen entschieden haben, wer für das kommende Album welche Aufgaben, auch außerhalb des üblichen Songwriting und Produzieren der Tracks, übernimmt. So war zum Beispiel Jimin der Musik-Projektmanager, V der Projektmanager für Visuelles und RM für das Albumdesign mitverantwortlich. Jungkook führte bei dem Musikvideo des Titeltracks, Life Goes On, Regie.

## Titelliste
| #  | Titel          | Songwriter                                                                            | Produzent(en)                                    | Länge | Anmerkungen |
| -- | -------------- | ------------------------------------------------------------------------------------- | ------------------------------------------------ | ----- | --- |
| 1. | Life Goes On   | Pdogg • RM • Ruuth • Chris James • Antonina Armato • SUGA • J-Hope                    | Pdogg                                            | 3:27  | |
| 2. | Fly to My Room | Cosmo’s Midnight • Joe Femi Griffith • RM • SUGA • J-Hope                             | Cosmo’s Midnight                                 | 3:42  | koreanischer Titel: 내 방을 여행하는 법 (How to travel in my room), wird von Suga, V, J-Hope und Jimin gesungen |
| 3. | Blue & Grey    | Ji Soo Park • Levi • V • Hiss Noise • SUGA • RM • J-Hope • Metaphor                   | Ji Soo Park • Levi • V • Hiss Noise              | 4:15  | |
| 4. | Skit           | RM • Jin • Suga • J-Hope • Jimin • V • Jung Kook                                      | RM • Jin • Suga • J-Hope • Jimin • V • Jung Kook | 3:00  | |
| 5. | Telepathy      | SUGA • El Capitxn • Hiss Noise • RM • Jung Kook                                       | El Capitxn • Hiss Noise                          | 3:22  | koreanischer Titel: 잠시 (For a moment)                                                                         |
| 6. | Dis-ease       | Ivan Jackson Rosenberg • J-Hope • Ghstloop • RM • Pdogg • Suga • Jimin • Randy Runyon | Brasstracks                                      | 4:00  | koreanischer Titel: 병 (Illness)                                                                                |
| 7. | Stay           | Arston • Jung Kook • RM • Jin                                                         | Arston                                           | 3:25  | wird von RM, Jin und Jungkook gesungen                                                                          |
| 8. | Dynamite       | David Stewart • Jessica Agombar                                                       | David Stewart                                    | 3:19  | |

## Rezeption
Be wurde alles in allem von den meisten Musikkritikern positiv bewertet. Besonders gelobt wurde die Authentizität des Albums, während jedoch ein paar Kritiker es nicht gewagt genug fanden. Auf Metacritic, wo die Kritiken von Alben zu einer durchschnittlichen Bewertung von bis zu 100 Punkten zusammengefasst werden, erreichte es 80 Punkte, und damit das Prädikat „generally favorable reviews“. „AnyDecentMusic?“ fasste die Kritiken, basierend auf ihren Wertungsmaßstäben, zu 7.3 aus 10 zusammen.

## Veröffentlichungen
Neun Monate nach Map of the Soul: 7, am 20. November 2020, veröffentlichte BTS über die Musiklabel Big Hit Entertainment und Columbia Records weltweit das Studioalbum Be, zusammen mit dem Musikvideo des Titeltracks Life Goes On. Das Album ist physisch nur in einer Version als Deluxe Edition erhältlich und konnte seit dem 28. September vorbestellt werden. Am 22. November spielte die Band Life Goes On zum ersten Mal bei den American Music Awards 2020, zusammen mit der Darbietung ihrer Single Dynamite. Das leere Olympiastadion Seoul diente dabei als Kulisse und Bühne des Auftritts. Am folgenden Tag boten sie den Song in den US-TV-Shows Good Morning America und The Late Late Show with James Corden dar.

## Kommerzieller Erfolg

### Chartplatzierungen
Be führte in der ersten Woche nach der Veröffentlichung die US-Billboard-200-Charts mit insgesamt 242.000 Album-Äquivalenten, Teil dessen sind 177.000 Verkäufe. Es wurde damit BTS’ fünftes Nummer-eins-Album in den USA. Life Goes On stand in derselben Woche an der Spitze der Billboard-Hot-100-Charts, als erster nicht-englischer Song, der dort debütierte.
Be belegte unter anderem auch in den südkoreanischen Gaon Album Charts den ersten Platz, mit 2,274 Millionen verkauften Alben innerhalb der ersten Woche, gemessen durch die Hanteo Chart. In den Offiziellen Top 100 in Deutschland belegte das Album in der ersten Woche den vierten Platz.
| ChartsChartplatzierungen       | Höchstplatzierung | Wochen |
| ------------------------------ | ----------------- | ------ |
| Deutschland (GfK)              | 4 (32 Wo.)        | 32     |
| Japan (Oricon)                 | 1 (47 Wo.)        | 47     |
| Österreich (Ö3)                | 4 (14 Wo.)        | 14     |
| Schweiz (IFPI)                 | 2 (31 Wo.)        | 31     |
| Südkorea (KMCA)                | 1 (103 Wo.)       | 103    |
| Vereinigte Staaten (Billboard) | 1 (37 Wo.)        | 37     |
| Vereinigtes Königreich (OCC)   | 2 (5 Wo.)         | 5      |

| ChartsJahrescharts (2020) | Platzierung |
| ------------------------- | ----------- |
| Japan (Oricon)            | 16          |
| Schweiz (IFPI)            | 76          |
| Südkorea (KMCA)           | 2           |

| ChartsJahrescharts (2021)      | Platzierung |
| ------------------------------ | ----------- |
| Deutschland (GfK)              | 72          |
| Japan (Oricon)                 | 11          |
| Schweiz (IFPI)                 | 61          |
| Südkorea (KMCA)                | 10          |
| Vereinigte Staaten (Billboard) | 40          |

### Auszeichnungen für Musikverkäufe
| Land/Region                  | Auszeichnungen für Musikverkäufe (Land/Region, Auszeichnung, Verkäufe) | Verkäufe  |
| ---------------------------- | ---------------------------------------------------------------------- | --------- |
| Dänemark (IFPI)              | Gold                                                                   | 10.000    |
| Frankreich (SNEP)            | Gold                                                                   | 50.000    |
| Italien (FIMI)               | Gold                                                                   | 25.000    |
| Japan (RIAJ)                 | Platin                                                                 | 250.000   |
| Neuseeland (RMNZ)            | Gold                                                                   | 7.500     |
| Polen (ZPAV)                 | Gold                                                                   | 10.000    |
| Südkorea (KMCA)              | 3× Diamant                                                             | 3.000.000 |
| Vereinigte Staaten (RIAA)    | Platin                                                                 | 1.000.000 |
| Vereinigtes Königreich (BPI) | Silber                                                                 | 60.000    |
| Insgesamt                    | 1× Silber · 5× Gold · 2× Platin · 3× Diamant ·                         | 4.412.500 |

Hauptartikel: BTS (Band)/Auszeichnungen für Musikverkäufe